# Alfonso Santagata
Alfonso Santagata (San Paolo di Civitate, 18 ottobre 1947) è un attore e regista italiano.

## Biografia
Formatosi alla Civica scuola d'arte drammatica di Milano, dopo alcune esperienze come attore con Luca Ronconi, Dario Fo e Carlo Cecchi, con il quale interpreta, fra l'altro, L'uomo la bestia e la virtù; Il borghese gentiluomo e Don Giovanni.
Ha costituito un durevole sodalizio con Claudio Morganti. Insieme hanno fondato la compagnia teatrale Katzenmacher, rivelandosi con l'omonimo spettacolo (1980), una storia di emarginazione di emigranti in Germania e insieme lavoro sulla memoria e sulla lingua. Da allora, fedeli a una sorta di poetica della marginalità e della devianza, hanno creato numerosi spettacoli, spesso riscrivendo testi letterari di autori come Büchner, Beckett, Cervantes, Dostoevskij: Büchner mon amour (1981); En passant (1983); Il calapranzi (1984); Mucciana city (1984); Hauser Hauser (1986); Saavedra (1988); Finale di partita (1990); Omsk (1990); Il guardiano (1992).
Sciolto il sodalizio con Morganti, è rimasto direttore artistico della compagnia, proseguendo con giovani attori il lavoro di reinterpretazione moderna della farsa e della tragedia (Petito strenge, 1996; Ubu scornacchiato, 1997; Ubu 'u pazz, 1998; Isaia l'irriducibile, 2000). Sono seguiti: Se tujur la nuì (2001); Tragedia a Gibellina (2002); Apparizioni (2002); Le voci di dentro (2004); Il sole del brigante (2005); Il teatro comico (2006).
Tra le sue interpretazioni cinematografiche, quelle nelle pellicole Pranzo di ferragosto (2008), Noi credevamo (2010), La città ideale (2012) e L'intrepido (2013).

## Teatro
con Claudio Morganti:
- Katzenmacher (1979)
- Büchner mon amour (1981)
- En passant (1983)
- Mucciana City (1984)
- Hauser Hauser (1986)
- Dopo (1987)
- Andata e ritorno (1987)
- Saavedra (1988)
- L’alba sotto casa Steinberg (1988)
- Pa ublié (1989)
- Omsk (1990)
- Redmun (1991)
- Scente (1992)

dopo Claudio Morganti:
- Sonnorubato (1993)
- Terra sventrata (1994)
- Polveri (1995)
- Tamburnait (1996)
- King Lear (1996),
- Petito strenge (1996)
- Ubu scornacchiato (1997)
- Ubu ‘u pazz (1998)
- Tragedia a mmare (1999)
- EIDOS (Apparizioni) (1999)
- Isaia l’irriducibile (2000)
- Se la nuì (2001)
- Se tujur la nuì (2001)
- Tragedia a Gibellina (2002)
- Apparizioni (2002)
- Affronti (2003)
- Il sole del brigante (2005)
- Tremendo/Meraviglioso (2007)
- Animenere (2008)
- Teste deboli (2009)
- Farsa madri (2010)
- Rivolta e pietas (2012)
- Contrasto (2013)
- Esterni scespiriani (2014)
- Interni scespiriani (2015)
- Calibano l’affarista (2015)
- La morte di Danton (2016)
- Karonte (2016)
- I malvagi (2017)
- Gori l’anarchico (2017)
- Gli Ubu a Ravi (2018)
- Il mio Caino (2018)
- Gli Ubu a Torre Luciana (2019)
- Le solitudini (2019)
- La Pia secondo sguardo (2020)

## Filmografia

### Cinema
- Palombella rossa, regia di Nanni Moretti (1989)
- Hotel Paura, regia di Renato De Maria (1996)
- Il testimone dello sposo, regia di Pupi Avati (1997)
- La via degli angeli, regia di Pupi Avati (1999)
- Il conte di Melissa, regia di Maurizio Anania (2000)
- La seconda notte di nozze, regia di Pupi Avati (2005)
- Pranzo di ferragosto, regia di Gianni Di Gregorio (2008)
- Gomorra, regia di Matteo Garrone (2008)
- Noi credevamo, regia di Mario Martone (2010)
- Henry, regia di Alessandro Piva (2010)
- Gianni e le donne, regia di Gianni Di Gregorio (2011)
- La città ideale, regia di Luigi Lo Cascio (2012)
- L'intrepido, regia di Gianni Amelio (2013)
- Milionari, regia di Alessandro Piva (2014)
- Le ultime cose, regia di Irene Dionisio (2016)
- Astolfo, regia di Gianni Di Gregorio (2022)
- Parthenope, regia di Paolo Sorrentino (2024)

### Televisione
- Le nozze di Laura, regia di Pupi Avati – film TV (2015)
- 1992 – serie TV, 2 episodi (2015)
- 1993 – serie TV, episodio 2x03 (2017)

## Riconoscimenti
- Premio Ubu
  - 1994/1995 – Premio speciale